# Liolaemus fuscus
Liolaemus fuscus är en ödleart som beskrevs av  George Albert Boulenger 1885. Liolaemus fuscus ingår i släktet Liolaemus och familjen Tropiduridae. IUCN kategoriserar arten globalt som otillräckligt studerad. Inga underarter finns listade i Catalogue of Life.